# 宮崎勇
宮崎 勇（みやざき いさむ、1923年〈大正12年〉10月28日 - 2016年〈平成28年〉1月3日）は、日本の経済企画官僚、政治家、エコノミスト。
インターアクション・カウンシル事務局長、経済企画庁長官、経済企画事務次官などを歴任した。

## 来歴
佐賀県出身。旧制佐賀高等学校を経て1947年東京帝国大学経済学部卒業。東大在学中に学徒動員を経験。東大卒業後の1947年、経済安定本部（後の経済企画庁）に入り、調査局調査官、調整局参事、1972年調査局局長、1976年総合計画局局長などを歴任後、1979年 経済企画事務次官に就任。この間、1967年～1969年経済白書を執筆。
1980年に退官後は、1982年から大和証券経済研究所代表取締役理事長を務め、民間エコノミストとして活動。1984年「陽はまた昇る－経済力の活用と国際的な貢献」（『中央公論』1983年7月号）で、石橋湛山賞を受賞。1995年8月から翌年の1月まで村山改造内閣の経済企画庁長官を務めた。1998年、勲一等瑞宝章受章。
一方では故郷である佐賀への思いも強く、「吉野ヶ里大使」や佐賀県総合開発審議会顧問を務めるなどして佐賀県発展の為に心を配っていたことでも知られた。
2016年1月3日、心不全のため死去。92歳没。没後に正四位へ追叙され、正八位から進階した。

## 著書
- 『軍縮の経済学』岩波新書 1964
- 『暮しの経済学 佐良利満氏の生活白書』文芸春秋 1966
- 『経済計画の話』日本経済新聞社・日経文庫 1971
- 『人間の顔をした経済政策』中央公論社 中公叢書 1977
- 『日本経済の実像とゆくえ』岩波ブックレット 1982
- 『日本経済いまひとたびの離陸』中央公論社 1983
- 『'90年代の日本経済 マサツと民活を考える』岩波ブックレット 1986
- 『日本経済これからこうなる』PHP研究所 1987
- 『日本経済図説』岩波新書 1989
- 『90年代日本経済の課題は何か さらなる発展の方途を探る』PHP研究所 1990
- 『日本経済 世界の疑問に答える』サイマル出版会 1990
- 『世界経済図説』岩波新書 1993
- 『現代エコノミスト選集 日本経済の50年 宮崎勇集』NTT出版 1994
- 『証言戦後日本経済 政策形成の現場から』岩波書店 2005

### 共編著
- 『社会人のための応用経済学』馬場正雄共編 日本経済新聞社 1967
- 『経済計画』編 筑摩書房 1971
- 『昭和50年代前期経済計画の解説 安定した社会を目指して』編 日本経済新聞社 1976
- 『世界経済読本』第3版 丸茂明則共編 東洋経済新報社 1979
- 『先端技術と日本経済』碓井彊共編 日本評論社 1985
- 『海図なき航海の時代 "素封国家"をめざせ』富岡隆夫共著 朝日新聞社 1987
- 『高齢社会の経済図説社会は変わる』川名英子共著 石川和夫図 岩波書店 1987
- 『世界経済の読み方』大来洋一共編 有斐閣 1990
- 『世界経済図説』第2版 田谷禎三共著 岩波新書 2000
- 『日本経済再生の視点 経済政策形成の現場から』小峰隆夫、原田泰共編 岩波書店 2001
- 『日本経済図説』第3版 本庄真共著 岩波新書 2001
- 『普遍的な倫理基準の探求 福田赳夫とOBサミット』宮澤喜一監修（編）日本経済新聞社 2001
- 『世界経済読本』第7版 丸茂明則、大来洋一共編 東洋経済新報社 読本シリーズ 2002

### 翻訳
- ガルブレイス『新しい産業国家』都留重人監訳 石川通達、鈴木哲太郎共訳 河出書房新社 1968
- OECD 編『現代のインフレーション』日本経済新聞社 1971
- アメリカ科学アカデミー編『企業社会のゆくえ その社会的責任をめぐって』日本経済新聞社 1973
- M.フェルドスタイン編『戦後アメリカ経済論 変貌と再生への途』監訳 東洋経済新報社 1984-1985
- ジョージ・C.ロッジ『アメリカ病を超えて 日本の共同体主義に何を学ぶか』丸茂明則共訳 ダイヤモンド社 1985
- C.フレッド・バーグステン『アメリカの経済戦略 1990年代「競争と協調」のプログラム』監訳 ダイヤモンド社 1989